# Danil Fominikh
Daniil Fominykh (Petropavl, 28 d'agost de 1991) és un ciclista kazakh. Professional des de l'any 2014. Entre el 2014 i el 2020 va corre a l'equip Astana Qazaqstan Team. Bon contrarelllotgiste, ha guanyat el Campionat nacional de l'especialitat en tres ocasions, 2014, 2018 i 2021.
Durant la disputa de la París-Niça de 2016 va caure per un barranc i es va fracturar dues vertebres.

## Palmarès
- 2013
  -  Campió d'Àsia sub-23 en contrarellotge
- 2014
  -  Campió del Kazakhstan en contrarellotge
- 2018
  -  Campió del Kazakhstan en contrarellotge
- 2021
  -  Campió del Kazakhstan en contrarellotge

### Resultats a la Volta a Espanya
- 2014. Abandona (20a etapa)